# Munida spinulifera
Munida spinulifera is een tienpotigensoort uit de familie van de Munididae. De wetenschappelijke naam van de soort is voor het eerst geldig gepubliceerd in 1884 door Miers.